# Jack Ilfrey
Jack Milton Ilfrey, surnommé « Happy Jack », est un pilote américain de la Seconde Guerre mondiale. Il remporta 7,5 victoires aériennes.

## Biographie

### Jeunesse
Jack Ilfrey est né le 31 juillet 1918 à Houston (Texas), son tempérament était considéré comme bouillant. Il s'engage dans les Army Reserves et reçoit son brevet de pilote le 12 décembre 1941, il est alors nommé 2d Lieutenant.

### L'entrée en guerre
Jack Ilfrey est d'abord affecté au 26th PS (51st PG) en Afrique du nord et passe rapidement au 94th Fighter Squadron (1st Fighter Group (en))  qui sera notamment basé en Tunisie.
Il combat donc d'abord en Afrique du Nord à bord du Lockheed P-38 Lightning où il obtient plusieurs victoires en 1942.
Courant 1943 il est renvoyé aux États-Unis pour devenir instructeur sur P-38 en Californie (il est promu captain le 5 avril 1943).

### Combats en Europe
Au printemps 1944, il est affecté au 79th Fighter Squadron du 20th Fighter Group, la fameuse escadrille de « casseurs de locomotives », où Ilfrey était réputé pour son intrépidité.
Le 13 juin 1944, après avoir attaqué le pont de chemin de fer de La Possonnière (Maine-et-Loire), il aperçut une locomotive en gare du Lion-d'Angers. Alors qu'il attaquait cet objectif, son appareil fut atteint par l'artillerie anti-aérienne (les locomotives étaient souvent protégées par la flak). Son moteur prit feu et il sauta en parachute. Il atterrit lourdement sur un bâtiment de ferme, son parachute s'étant ouvert trop bas. Ses équipiers (notamment le Lieutenant A. Heiden) ne purent se poser pour le récupérer.

### Son incroyable cavale
Après ce saut en parachute, Jack Ilfrey se trouvait au cœur des lignes ennemies. Le fermier lui indiqua la direction d'Angers, au sud, et le pilote se cacha dans un sous-bois. Il abandonna alors tout son attirail militaire et se risqua à emprunter une route qui menait vers le nord.
Deux jeunes garçons à vélo le rattrapèrent et Jack Ilfrey fut alors caché plusieurs jours par une famille qui tenait un café dans un village, où des soldats allemands venaient boire un coup de temps en temps !
Munis de faux papiers, il continua sa cavale vers le nord à vélo en direction de Caen. Il croisa de nombreux convois de véhicules allemands : un conducteur lui offrit même de remorquer sa bicyclette derrière son camion.
Enfin, après plusieurs péripéties, il atteignit la ligne de front et rencontra des soldats britanniques. Le 20 juin 1944, « Happy Jack » était de retour en Angleterre.

### La fin de la guerre
Après son escapade à travers la France, Ilfrey retourne donc au 79th Fighter Squadron qui, entre-temps avait été transformé sur P-51 Mustang.
Début décembre son tour d'opérations arriva à expiration et il rentra aux États-Unis, où il passa la fin de la guerre dans un état-major sur la côte Pacifique.
Après la guerre, Jack Ilfrey entra dans l'aviation commerciale. Il est décédé le 15 octobre 2004.

## Palmarès
- 70 missions de guerre
- 7,5 victoires aériennes

À noter que pour avoir endommagé le P-47 personnel du général E. Anderson, commandant du 67 wing, Jack Ilfrey fut temporairement rétrogradé de Captain à 1st Lieutenant.